# Virághalmi Ferenc
Virághalmi Ferenc (Komárom, 1826. szeptember 5. – Kiscell, 1875. szeptember 24.) író, műfordító, honvédszázados. (Vezetéknevének további ismert változatai: Virághalmy, Blumentritt, Tipray és Tiprai.)

## Életpályája

### Korai évek
Szülei Franz-Xaver Blumentritt komáromi városi hivatalnok és Elisabeth Graff voltak, édesapját négyéves korában elveszítette. Középiskolai tanulmányait a komáromi bencéseknél kezdte, majd a Pannonhalmi Szent Benedek-rend győri főgimnáziumában fejezte be és a piarista rend fogadalmasaként Besztercén, Kecskeméten és Kolozsvárott volt tanár.

### 1848-49-es szabadságharc alatt
A szabadságharc kitörésekor honvédnek állt a győri 23. honvédzászlóaljnál. A schwechati csatában tanúsított hősies helytállásáért december 5-étől az ugyancsak győri 39. zászlóalj hadnagya, majd 1849 áprilisától már főhadnagya lett. 1849 májusában nyitrai térparancsnok és júniustól ugyanitt százados. Haditettei közül kiemelkedik az 1849. júliusi ácsi erdőben lezajlott véres ütközet. Világosnál tette le a fegyvert, s két hónap bujdosás után besorozták az osztrák ármádiába közkatonának, „cserepárnak”. Olaszországba vitték, ahol előbb Piacenzában, majd Bresciában szolgált.

### Szabadságharc után
Leszerelése után Bach rendelete miatt rendfőnöke nem vehette vissza a szerzetesek közé. Rokona, Szilágyi Sándor nyújtott számára menedéket nagydémi otthonában. Itt bontakozott ki irodalmi munkássága. Pesti időszakához fűződik házassága: 1864. április 10-én vette feleségül a veresegyházi származású Ubrankovics Konstantinát (akitől egy fia, Árpád született), de alig két esztendő múltán neje meghalt. Amikor 1868-ban újjászervezték a magyar hadügyminisztériumot, elismerve a szabadságharcban szerzett rangját, oda osztották be. 1867-től két évig Győr vármegye második aljegyzője volt. 1868-ban jelent meg A bekvártélyozott huszár című költeménye, amelynek külön érdekessége, hogy Munkácsy Mihály illusztrálta. 1869-ben Pesten újra nősült; Reischer Irmát vezette oltár elé, s hamarosan egy leányuk, Aranka született. Virághalmyt 1872-ben századosként reaktiválták a honvédségnél, de 1874-ben nyugdíjaztatta magát.
Baráti kapcsolatban állt Hollósy Jusztinián dömölki apáttal, akihez látogatván vízkórban halt meg. A kiscelli katolikus temetőben nyugszik, sírhelyét a Nemzeti Emlékhely és Kegyeleti Bizottság „A” kategóriában a Nemzeti Sírkert részévé nyilvánította.

## Művei
Jókai Mór mutatta be az irodalmi közéletnek az 1851-ben Virághalmira magyarosított nevű írót. Több regénye jelent meg, köztük az „Egy cserepár naplója” című művében teljes hitelességgel örökítette meg az osztrák katonai szolgálatban a többi magyarral együtt átélt sorsát. Az 1866-ban megjelent első kiadást elkobozták és megsemmisítették. Kényszerkatonaságától megszabadulva Nagydémen, a Szabadhegyi családnál nevelő, s itt kezdődik irodalmi munkássága. A Győri Közlöny 1858-as évfolyamában értekezést írt egy új ércről, melyet timanynak nevezett el (a timföld őrzi az elnevezést), s országosan ez az első híradás az alumíniumról. 1859-ben két regénye is megjelent Győrben: „A fegyverkovács” és a „Törökvilág Győrben”. 1862-ben publikált, „A király védenczei” című kétkötetes művében a majdani kiegyezés jogalapját fogalmazta meg regényes formában.
Tökéletes német nyelvtudása alapján a hatvanas években a fővárosban a Pester Lloyd és az Ungarischer Lloyd munkatársa és más külföldi lapok tudósítója lett. Háza a fiatal ellenzéki írók egyik találkozóhelyévé vált. Balladái, elbeszélései, versei, verses elbeszélései, humoros karcolatai, komoly tanulmányai jelentek meg a korabeli magyar lapokban, folyóiratokban. Vas vármegyei vonatkozásuk miatt külön hangsúlyozandók a „Felső vasmegyei képek” című közleményei.